# مترا حجازبور
مترا حجازبور (مواليد 19 فبراير 1993، مشهد) (بالفارسية: میترا حجازی‌پور) لاعبة شطرنج إيرانية، تحمل لقب أستاذ دولي.

## مسيرتها
فازت بالميدالية الفضية في بطولة العالم للشطرنج للشباب في عام 2003.
فازت ببطولة الشطرنج الإيرانية للسيدات في عام 2012. وكانت الوصيفة في عام 2013 وفي عام 2014.
شاركت في بطولة العالم للشطرنج للسيدات 2015.
فازت ببطولة آسيا للشطرنج سنة 2015 في العين الإماراتية. وبفضل هذا الإنجاز، حصلت على لقب أستاذ دولي وتأهلت لبطولة العالم للسيدات بالضربة القاضية.
تلعب مع المنتخب الإيراني في أولمبياد الشطرنج للسيدات منذ عام 2008.

## روابط خارجية
- مترا حجازبور على موقع الاتحاد الدولي للشطرنج (الإنجليزية)
- مترا حجازبور على موقع مباريات الشطرنج (الإنجليزية)
- مترا حجازبور على موقع 365Chess.com (الإنجليزية)
- مترا حجازبور على موقع Chesstempo.com (الإنجليزية)
- مترا حجازبور سجل أولمبياد الشطرنج للسيدات على موقع OlimpBase.org (الإنجليزية)